# Arzl (Innsbruck)
Arzl é um bairro (distrito cadastral, 642 m acima do nível do mar) de Innsbruck, localizado no nordeste da cidade austríaca. Arzl foi incorporada em 1940 em Innsbruck. O nome deriva provavelmente de Arcella, o que significa algo como "pequeno castelo".